# هولي أرنولد
هولي أرنولد (بالإنجليزية: Hollie Arnold) هي منافسة ألعاب القوى بريطانية، ولدت في 26 يونيو 1994 في Holton-le-Clay ‏ في المملكة المتحدة.

## وصلات خارجية
- الموقع الرسمي
- هولي أرنولد على موقع الاتحاد الدولي لألعاب القوى (الإنجليزية)
- هولي أرنولد على موقع الاتحاد البريطاني لألعاب القوى (الإنجليزية)
- هولي أرنولد على موقع ThePowerOf10.info (الإنجليزية)
- هولي أرنولد على موقع Paralympic.org (الإنجليزية)
- هولي أرنولد على موقع IPC.InfostradaSports.com (مؤرشف) (الإنجليزية)
- هولي أرنولد على موقع اللجنة البارالمبية البريطانية (الإنجليزية)